# Claudicatio intermittens spinalis
Claudicatio spinalis (seltener auch Claudicatio intermittens spinalis) ist der lateinische Begriff für ein Schmerzsyndrom bei Verengung des Spinalkanals im Bereich der Lendenwirbelsäule (LWS).

## Ursache
Im Spinalkanal verlaufen (fast) alle Nervenbahnen zwischen Kopf und Rumpf. In Bereich der Lendenwirbelsäule sind es immerhin noch alle Nervenbahnen, die Beine und Unterleib betreffen. Bei einer Verengung des Spinalkanals kommt es zu einer Einklemmung dieser Nervenstrukturen. Während durch Spinalkanalengen im Bereich der Halswirbelsäule und der Brustwirbelsäule das Rückenmark eingeklemmt wird und es zu einer Querschnittlähmung kommt, gibt es im Bereich der Lendenwirbelsäule kein Rückenmark mehr, nur einzelne Nervenstränge, und das Hauptproblem sind „nur“ Schmerzen.
Die häufigste Ursache ist die  Degeneration der Facettengelenke („Verschleiß“, Arthrose) und des Gelben Bandes. Diese werden im Laufe von Jahren bis Jahrzehnten immer dicker und nehmen den Nerven den Platz weg, was aber zunächst lange unbemerkt bleibt. Ab dem Moment, wo es keine Platzreserve mehr gibt, steigt der Druck auf die Nerven an und die Claudicatio macht sich bemerkbar.
Weitere Erkrankungen, die zu einer Verengung des Spinalkanals führen können, sind z. B. sehr große Bandscheibenvorfälle oder Tumoren oder hochgradige „Gleitwirbel“, aber das ist eher selten.

## Symptome
Es kommt zur sogenannten „Schaufensterkrankheit“ (Claudicatio). Es treten typischerweise beim Gehen starke Schmerzen in den Beinen auf, die dazu zwingen, Gehpausen zu machen, wodurch die Schmerzen nachlassen und man wieder ein paar Meter weitergehen kann, bis die Beinschmerzen wieder stärker werden. Das wird als intermittierend bezeichnet (zeitweise bzw. mit Unterbrechungen auftretend). Eine wesentliche Frage, die der Arzt stellen wird, ist: „Wieviele Meter können Sie gehen, bevor sie stehenbleiben müssen?“
Die Krankheit entwickelt sich sehr langsam, der Verlauf wird jedoch immer schneller, je kürzer die Gehstrecke bereits ist.
Rückenschmerzen, insbesondere ein Facettensyndrom, sind ein häufiges Begleitsymptom, aber typisch und wesentlich ist der (in der Regel beidseitige) Beinschmerz.
Gefühlsstörungen in den Beinen können auch auftreten, müssen aber nicht.
Typisch ist, dass der Patient in Ruhe (Liegen, Sitzen) keine Beschwerden hat und auch die ärztliche Untersuchung zunächst einmal nichts Auffälliges findet (scheinbar völlig gesunder Patient).
Typisch ist, dass die Beschwerden durch Nachvornebeugen besser werden. Bei fortgeschrittener Krankheit ist das Aufrichten des Körpers erschwert und/oder schmerzhaft.
Typisch ist, dass die Beschwerden nur im Gehen auftreten, nicht aber beim Fahrradfahren.
Unbehandelt führt die Erkrankung dazu, dass man irgendwann überhaupt nicht mehr gehen kann.

## Diagnostik
Nachdem man im ärztlichen Gespräch und der ärztlichen Untersuchung den Verdacht auf eine Spinalkanalverengung geschöpft hat, ist der nächste Schritt ein MRT der LWS. Das beweist oder widerlegt den Verdacht eindeutig. Ist ein MRT nicht möglich (z. B. wenn man einen Herzschrittmacher trägt), muss man auf suboptimalere bildgebende Verfahren wie CT oder Myelographie zurückgreifen. Röntgenbilder sind in diesem Zusammenhang leider völlig nutzlos.

## Behandlung
Man kann die Symptome mit Schmerzmitteln und Krankengymnastik lindern, aber die einzige ursächliche Behandlung ist die Operation. Die Nerven haben keinen Platz, es muss etwas von Knochen, Gelenken und Bändern der Wirbelsäule entfernt werden, um den Zustand zu beheben.
Man kann die Gehfähigkeit verlieren, wenn die Erkrankung nicht behandelt wird, während das Operationsrisiko heutzutage relativ gering ist. Eine Beratung betreff einer Spinalkanalverengung sollte daher nur von einem in der Wirbelsäulenchirurgie tätigen Facharzt durchgeführt werden. Das sind meistens Unfallchirurgen, Orthopäden und Neurochirurgen.

## Differentialdiagnostik
Wenn das MRT der LWS unauffällig ist, ist eine Claudicatio spinalis ausgeschlossen und es ist an andere Krankheiten zu denken.
Eine Krankheit, die nahezu die exakt identischen Symptome aufweist, ist die „echte“ Claudicatio intermittens, verursacht durch die periphere arterielle Verschlusskrankheit, also eine Verengung der Arterien der Beine (sog. „Raucherbein“). Allerdings treten diese Beschwerden a) auch beim Fahrradfahren auf, b) der Arzt kann in der Untersuchung keine Fußpulse tasten, und c) es gibt keine Linderung durch Vornüberbeugen.
Hüftgelenksverschleiß kann ähnliche Schmerzen verursachen, die äußern sich aber im Detail anders, der erfahrene Untersucher kann das gut unterscheiden.
Insertionstendinosen, Polyneuropathie u. a. m. können auch ähnliche Symptome verursachen.
In seltenen Fällen kann eine Claudicatio auch die Nebenwirkung eingenommener Medikamente sein, die zu Muskelschmerzen und Wadenkrämpfen führen.